# Tanghai
Tanghai (chinesisch 唐海县, Pinyin Tánghǎi Xiàn) war ein Kreis der bezirksfreien Stadt Tangshan im Nordosten der chinesischen Provinz Hebei. Er hatte eine Fläche von 700 km² und zählte 140.000 Einwohner. Sein Hauptort war die Großgemeinde Tanghai (唐海镇). Im Juli 2012 wurde der Kreis aufgelöst, mit Teilflächen des Kreises Luannan und des Stadtbezirks Fengnan zusammengeschlossen und dann zum neuen Stadtbezirk Caofeidian (曹妃甸区) gemacht.
Koordinaten: 39° 16′ N, 118° 27′ O